# Vinícius Silva Soares
Vinícius Silva Soares (nacido el 13 de abril de 1989) es un futbolista brasileño que se desempeña como delantero.
Jugó para clubes como el Fluminense, Atlético Paranaense, Kashima Antlers, Vitória, Goiás, Joinville y BEC Tero Sasana.

## Trayectoria

### Clubes
| Club                | País          | Año         |
| ------------------- | ------------- | ----------- |
| Fluminense          | Brasil        | 2007 - 2013 |
| Atlético Paranaense | Brasil        | 2010        |
| Kashima Antlers     | Japón         | 2011        |
| Vitória             | Brasil        | 2012        |
| Criciúma            | Brasil        | 2013        |
| Goiás               | Brasil        | 2013        |
| Joinville           | Brasil        | 2014        |
| Ulsan Hyundai       | Corea del Sur | 2014 - 2015 |
| Bragantino          | Brasil        | 2016        |
| BEC Tero Sasana     | Tailandia     | 2017        |
| Boavista            | Brasil        | 2017 - 2018 |
| Brasiliense         | Brasil        | 2018        |
| Foolad FC           | Irán          | 2018        |
| Boavista            | Brasil        | 2018 - 2019 |
| América-RN          | Brasil        | 2020        |
| União Cacoalense    | Brasil        | 2022 -      |